# Hemiculter leucisculus
Hemiculter leucisculus es una especie de peces de la familia de los Cyprinidae en el orden de los Cypriniformes.

## Morfología
Los machos pueden llegar alcanzar los 23 cm de longitud total.

## Hábitat
Es un pez de agua dulce.

## Distribución geográfica
Se encuentra en la China, Corea, Hong Kong, Japón, el río Amur y Mongolia.